# デューン/砂の惑星 (1984年の映画)
『デューン/砂の惑星』（デューン すなのわくせい、Dune）は、1984年のアメリカ合衆国のSF映画。監督はデイヴィッド・リンチ、出演はカイル・マクラクラン、ユルゲン・プロホノフ、フランチェスカ・アニス、マックス・フォン・シドー、ショーン・ヤングなど。フランク・ハーバートのSF大河小説『デューン砂の惑星』を原作としている。1994年に再編集されてテレビ放映された。

## ストーリー
砂に覆われ巨大な虫が支配する荒涼の惑星アラキス、通称デューンを舞台に、宇宙を支配する力を持つ「メランジ」と呼ばれるスパイスを巡る争いを軸にした壮大なドラマが展開される。

## キャスト
| 役名                                                 | 俳優                     | 日本語吹き替え | 日本語吹き替え | 日本語吹き替え |
| 役名                                                 | 俳優                     | 日本テレビ版   | テレビ朝日版   |                |
| ---------------------------------------------------- | ------------------------ | -------------- | -------------- | -------------- |
| ポウル・アトレイデス（ムアドディブ）                 | カイル・マクラクラン     | 堀秀行         | 松橋登         |                |
| レト・アトレイデス公爵（ポウルの父）                 | ユルゲン・プロホノフ     | 小川真司       | 前田昌明       |                |
| レディ・ジェシカ（ポウルの母）                       | フランチェスカ・アニス   | 小沢寿美恵     | 鈴木弘子       |                |
| リエト・カインズ博士（帝国惑星学者）                 | マックス・フォン・シドー | 家弓家正       | 家弓家正       |                |
| チャニ（カインズ博士の娘、フレーメン）               | ショーン・ヤング         | 佐々木優子     | 渕崎ゆり子     |                |
| スティルガー（フレーメンのリーダー）                 | エヴェレット・マッギル   | 玄田哲章       | 池田勝         |                |
| スフィル・ハワト（公爵家のメンタート）               | フレディ・ジョーンズ     | 峰恵研         | 宮川洋一       |                |
| ダンカン・アイダホ（公爵家の副官）                   | リチャード・ジョーダン   | 小島敏彦       | 曽我部和恭     |                |
| ガーニイ・ハレック（公爵家の副官）                   | パトリック・スチュワート | 加藤精三       | 上田敏也       |                |
| ウェリントン・ユエ（公爵家の医師）                   | ディーン・ストックウェル | 屋良有作       | 納谷六朗       |                |
| シャダウト・メイプス（公爵家の家政婦、フレーメン）   | リンダ・ハント           | 竹口安芸子     | 鈴木れい子     |                |
| ウラディミール・ハルコネン男爵                       | ケネス・マクミラン       | 樋浦勉         | 内海賢二       |                |
| フェイド・ラウサ（ハルコネン男爵の甥）               | スティング               | 東富士郎       | 大塚芳忠       |                |
| ラバン（ハルコネン男爵の甥）                         | ポール・L・スミス        | 小関一         | 福田信昭       |                |
| パイター・ド・ブリース（男爵家のメンタート）         | ブラッド・ドゥーリフ     | 天地麦人       | 千田光男       |                |
| ネフド（男爵家の親衛隊員）                           | ジャック・ナンス         |                |                |                |
| シャッダム四世（大王皇帝）                           | ホセ・ファーラー         | 小林修         | 大木民夫       |                |
| イルーラン姫（シャッダム四世の娘）                   | ヴァージニア・マドセン   | 平淑恵         | 小山茉美       |                |
| ガイウス・ヘレン・モヒアム（ベネ・ゲセリットの教母） | シアン・フィリップス     | 初井言栄       | 麻生美代子     |                |
| ラマロ（フレーメンの教母）                           | シルヴァーナ・マンガーノ |                | 此島愛子       |                |
| アリア・アトレイデス（ポウルの妹）                   | アリシア・ウィット       | 近藤玲子       | 坂本真綾       |                |
| ギルドマン（スペーシング・ギルドの代表者）           | 不明                     | 平林尚三       | 江原正士       |                |
| ナビゲーター（スペーシング・ギルドの航宙士）         | N/A                      | 村松康雄       | 銀河万丈       |                |

- 日本テレビ版：初回放送 1988年6月10日 金曜ロードショー「大宇宙SFX博覧会② 砂の惑星 DUNE 史上空前製作費120億の超大作がついにTV初登場」 21:00-23:24 時間延長放送
- テレビ朝日版：初回放送 1990年5月27日 日曜洋画劇場

※2015年8月4日発売の「日本公開30周年記念特別版 Blu-rayボックス」には、日本テレビ版（正味118分）とテレビ朝日版（正味93分）の吹替版が収録。

## スタッフ
- 監督・脚本：デイヴィッド・リンチ
- 製作総指揮：ディノ・デ・ラウレンティス
- 製作：ラファエラ・デ・ラウレンティス
- 原作：フランク・ハーバート
- 撮影：フレディ・フランシス
- 音楽：ブライアン・イーノ、TOTO

デューン/砂の惑星 TV放映長尺版
- 監督・脚本名義：アラン・スミシー

## 製作
当初、1971年に映画プロデューサーのアーサー・P・ジェイコブスが映画化権を取得。監督にはデヴィッド・リーンが予定されていたが、ジェイコブスが制作開始前に急死してしまったために頓挫した。
2年後の1973年、フランスの映画制作組合が権利を買い取り、アレハンドロ・ホドロフスキー監督のもと、宇宙船デザインにクリス・フォス、コスチュームデザインにジャン・ジロー、美術担当にH・R・ギーガー、音楽にピンク・フロイドとマグマ、シャッダム四世役にサルバドール・ダリ、ハルコネン男爵役にオーソン・ウェルズ、パイター・ド・ブリース役にウド・キア、レト・アトレイデス公爵にデイヴィッド・キャラダインなど錚々たるスタッフや俳優が参加したが、原作の長さを反映した上映時間10時間以上という途方もない構想により、想定された巨額の製作費を捻出できず、撮影開始に至ることなく絵コンテの段階で制作中止となった。特殊効果を務めたダン・オバノンは、突然の制作中止で仕事も金も無くなったことに落胆したが、この経験を期に塩漬けになっていた自作のSF脚本を書き直して完成させ、1979年に『エイリアン』として結実した。ホドロフスキーもデューンのスタッフを集める過程でジャン・ジローと知り合ったことがきっかけで漫画原作者として活躍し、没になったデューンの企画書からアイディアを流用した『アンカル』を発表した。2013年、制作中止に至る顛末を描いたドキュメンタリー映画『ホドロフスキーのDUNE』が公開された。
その後、イタリアの映画プロデューサー、ディノ・デ・ラウレンティスが権利を買い取り、監督・脚本にデイヴィッド・リンチ、音楽にブライアン・イーノとTOTOを据え製作に着手したが、ラフカット版は4時間以上だったものを編集で大幅に尺を短縮し2時間以内に収めて完成・公開された。監督には初めリドリー・スコットが内定していたが、制作が思うように進まないことに不満を持ち、降板した。

## 評価
当初構想していた壮大な物語から大きくスケールダウンせざるを得ず、ダイジェスト版のようなまとまりに欠く内容であったため、評価は芳しいものではなく、SFファンや原作ファン、原作者のハーバートにも不評で、興行的にも失敗した。リンチは「最終決定権が監督自身になかったことから、大変悔しい思いをしたし、残念な結果を迎えた」と自伝で回想している。しかし、彼独特の悪趣味的世界観が全面に出ており、映画マニアの間ではカルト作として一定の評価も得ている。
念願の映画化を断念せざるを得なかったホドロフスキーは、本作の完成に大変なショックを受けていたものの、失意の中劇場で鑑賞した本作があまりにひどすぎたため逆に嬉しくなり、「才能があるリンチがこんな駄作を作るはずがない。ハリウッドのスタジオ体制の犠牲になったのだ」と皮肉交じりに述べている。
Rotten Tomatoesによれば、批評家の一致した見解は「フランク・ハーバートの傑作SF小説を切り詰めて映画化したこの作品は、壮大なエンターテイメントとしてはあまりにも無味乾燥だが、デイヴィッド・リンチのシュールレアリズムに対するセンスの良さがスパイスとして効いている。」であり、59件の評論のうち高評価は47%にあたる28件で、平均点は10点満点中5.9点となっている。
Metacriticによれば、20件の評論のうち、高評価は5件、賛否混在は10件、低評価は5件で、平均点は100点満点中41点となっている。
主演のカイル・マクラクランにはこの作品がデビュー作品となった。以後リンチ作品の常連となり、本作で果たせなかったブレイクを映画『ブルーベルベット』やテレビシリーズ『ツイン・ピークス』で成し遂げた。

## 再編集版
未公開シーンを多数追加し、上映時間が189分と長くなったテレビ放映用の再編集版（1988年）が製作された。前述のまとまりのない構成はある程度改善されたが編集権のトラブルから監督はアラン・スミシー名義となっている。これは日本では『デューン/スーパープレミアム・砂の惑星・特別篇』のタイトルでビデオ発売された。

## 再映画化
2000年代初頭にアメリカのSF専門ケーブルテレビ局Sci Fiチャンネルでテレビドラマシリーズ化され、『デューン/砂丘の子供たち』までが映像化された。
2008年にパラマウント・ピクチャーズがピーター・バーグ（後にピエール・モレル）を監督にして映画化すると発表したが2011年に製作中止となった。
2017年2月、ドゥニ・ヴィルヌーヴ監督のもとで「デューン　砂の惑星」のリブートと、それに続く原作シリーズの映画化企画が開始したと発表された。

## 影響を与えた事柄
- 1996年にイギリスの音楽バンド「ジャミロクワイ」がリリースし、世界一売れたファンクアルバムとしてギネス登録された「トラベリング・ウィズアウト・ムービング」はこの映画からヒントを得て名付けられた[8]。詳細は「トラベリング・ウィズアウト・ムービング」参照。